# Isla Gran Guerra
Isla Gran Guerra (en serbio: Велико ратно острво; Veliko ratno ostrvo) es una isla fluvial en Belgrado, capital del país europeo de Serbia.

## Geografía
Se encuentra ubicada en la confluencia de los ríos Sava y Danubio. Aunque deshabitada, la isla es parte de la ciudad de Belgrado propiamente dicha, y pertenece al municipio de Zemun.
La isla de la Gran Guerra es generalmente de forma triangular y ocupa una superficie de 2,11 km². Es baja, la mayor parte de su superficie es pantanosa y con frecuencia es inundada por el Danubio.